# Calle Monsalves (Sevilla)
La calle Mesón del Moro es una vía pública de la ciudad española de Sevilla.

## Descripción
La vía discurre desde la calle Silencio hasta la plaza del Museo. Aparece descrita en la Noticia histórica del origen de los nombres de las calles de esta ciudad de Sevilla (1839) de Félix González de León con las siguientes palabras:

Calle de los Monsalves. Corresponde al cuartel A. y á la parroquia de san Vicente. La antigua casa de los caballeros Monsalves situada en esta calle le ha dado el nombre. La casa es magnífica de grande fachada de balconaje, con dos puertas, con portadas muy arregladas de medias columnas de piedra tosca, con su cornisa y encima el escudo de armas de este noble linage. La calle es ancha, y pasa desde la de san Eloy, (aunque ya advertí que un pedazo tiene otro nombre) y concluye en la del Clavel.
(González de León, 1839, p. 365)